# Xherdan Shaqiri
Xherdan Shaqiri [džerdan šaťiri] (* 10. října 1991 Gnjilane) je švýcarský profesionální fotbalista, který hraje na pozici křídelníka za švýcarský klub FC Basilej a za švýcarskou fotbalovou reprezentaci. Účastník Mistrovství světa 2010 v Jihoafrické republice, Mistrovství světa 2014 v Brazílii, Mistrovství světa 2018 v Rusku a Mistrovství světa 2022 v Kataru.

## Klubová kariéra

### Dětství a začátky
Shaqiri se narodil ve městě Gnjilane v Jugoslávii (dnešním Kosovu). Ještě jako dítě se však Shaqiri s rodiči přestěhoval do Švýcarska, aby utekli před válkou, která tehdy v Jugoslávii probíhala. 

Fotbal začal Shaqiri hrát v osmi letech v lokálním klubu SV Augst, ke kterému se připojil v roce 1999. Roku 2001 ve svých deseti letech přešel k dorostu FC Basileje. Mnoho klubů chtělo mladého Shaqiriho během jeho působení v dorostu Basileje získat, ale on se rozhodl zůstat.

### FC Basilej
Shaqiri začal hrát za rezervní tým Basileje v roce 2007, v 19 zápasech vstřelil 8 gólů. 

2. února 2009 podepsal 18letý Shaqiri svůj první profesionální kontrakt s FC Basilejí. Svůj debut v prvním týmu Basileje si odbyl 12. července 2009, když v zápase proti FC St. Gallen vystřídal v 62. minutě Valentina Stockera. 9. listopadu 2009 vstřelil Shaqiri svůj první gól za FC Basilej v domácím utkání proti Neuchâtel Xamax, které Basilej vyhrála 4:1. Sezóna 2009/10 byla pro Shaqiriho úspěšná, s Basilejí vyhrál jak titul ve švýcarské lize, tak i švýcarském poháru. V sezónách 2010/11 a 2011/12 navíc Basilej titul ve švýcarské lize obhájila.

### Bayern Mnichov
V létě 2012 přestoupí za 12 miliónů eur do německého FC Bayern Mnichov, kde podepsal smlouvu platnou do roku 2016. Ve 27. bundesligovém kole 30. března 2013 vstřelil jeden gól při kanonádě 9:2 nad Hamburkem. S klubem slavil v sezóně zisk ligového titulu již 6 kol před koncem soutěže, ve 28. kole německé Bundesligy. 11. května 2013 ve 33. kole přispěl jedním gólem k vítězství 3:0 nad Augsburgem.
5. prosince 2012 v základní skupině F Ligy mistrů 2012/13 pomohl svým gólem k výhře 4:1 nad BATE Borisov. Bayern oplatil běloruskému soupeři prohru 1:3 z prvního vzájemného zápasu ve skupině. V prvním zápase semifinále 23. dubna 2013 byl u výhry 4:0 nad Barcelonou, která byla dosud velmi suverénní. Xherdan střídal v průběhu druhého poločasu, Bayern si zajistil výbornou pozici do odvety. Na konci Ligy mistrů mohl slavit vítězství, i když ve finále proti Borussii Dortmund (výhra 2:1) nehrál. Ve finále DFB-Pokalu 1. června 2013 porazil Bayern VfB Stuttgart 3:2 a získal tak treble (tzn. vyhrál dvě hlavní domácí soutěže plus titul v Lize mistrů resp. PMEZ) jako sedmý evropský klub v historii. Shaqiri nastoupil v samotném závěru zápasu. S Bayernem vyhrál v prosinci 2013 i Mistrovství světa klubů v Maroku, kde Bayern porazil ve finále domácí tým Raja Casablanca 2:0.

### Inter Milán
V lednu 2015 přestoupil do Interu Milán za 17 milionů eur

### Stoke City
V srpnu 2015 se dohodl na přestupu do anglického klubu Stoke City, který o hráče jevil zájem již v minulosti. Klub za něj zaplatil svou rekordní sumu 12 milionů liber, čímž překonal nákup Angličana Petera Crouche z roku 2011 (tehdy 10 milionů liber).

### Liverpool
13. června 2018 přestoupil do anglického klubu Liverpool za 13 milionů liber a podepsal smlouvu na pět let.

## Reprezentační kariéra

### Mládežnické reprezentace
Shaqiriho debut za Švýcarsko U21 byl 11. listopadu 2009 v zápase proti Turecku U21 v kvalifikaci na ME hráčů do 21 let.

Jeho první gól za Švýcarský tým do 21 let byl v zahajujícím zápase ME hráčů do 21 let 2011 proti Dánsku U21, který Švýcarsko vyhrálo 1:0. Švýcaři nakonec na tomto mistrovství skončili druzí, když prohráli ve finálovém zápase 0:2 se Španělskem U21. I přes prohru si ale zajistili svým postupem do finále účast na Letních olympijských hrách 2012 v Londýně.

### A-mužstvo
Svůj debut za švýcarskou fotbalovou reprezentaci si odbyl 3. března 2010 v domácím přátelském zápase proti Uruguayi Odehrál pouze první poločas, Švýcarsko střetnutí prohrálo 1:3. Byl překvapivě povolán na Mistrovství světa ve fotbale 2010 v JAR, kde si zahrál v zápase skupiny H proti Hondurasu, když v 78. minutě vystřídal Benjamina Huggela.
Svůj první reprezentační gól v národním týmu vstřelil 7. září 2010 proti Anglii v zápase kvalifikace na ME ve fotbale 2012, který Švýcarsko prohrálo 1:3.
Německý trenér Švýcarska Ottmar Hitzfeld jej nominoval na Mistrovství světa 2014 v Brazílii. V utkání základní skupiny E vstřelil hattrick proti Hondurasu, zařídil tak vítězství Švýcarska 3:0 a postup do osmifinále turnaje. Byl to druhý hattrick na tomto šampionátu (první vstřelil Němec Thomas Müller) a jubilejní padesátý v historii mistrovství světa. Švýcaři se se 6 body kvalifikovali z druhého místa skupiny do osmifinále proti Argentině, které podlehli 0:1 po prodloužení a z turnaje byli vyřazeni.
V listopadu a prosinci roku 2022 se představil na Mistrovství světa, které pořádal Katar. V základní sestavě nastoupil 24. listopadu do duelu s Kamerunem a podílel se na výhře 1:0. Asistoval vítěznému gólu Breela Embola a podíl na gólu tak měl na svém třetím světovém mistrovství. Shaqiri se neobjevil o čtyři dny později v zápase s Brazílií, ve kterém Švýcarsko neuspělo a prohrálo 0:1. Trenér Murat Yakin jej nasadil do rozhodujícího utkání proti Srbsku hraného 2. prosince. Shaqiri vstřelil gól při výhře 3:2 a pomohl postupu do osmifinále. Svůj poslední velký reprezentační turnaj odehrál na EURU 2024. Odehrál 2 utkání a vstřelil gól proti Skotsku, čímž se stal jediným hráčem který skóroval na posledních třech světových, i evropských šampionátech. 
Reprezentační kariéru ukončil v červenci 2024 po 125 zápasech odehraných v národním dresu, ve kterých nastřílel 32 gólů.

## Statistiky

### Reprezentační
Platí k zápasu hranému 12. září 2023.
| Národní tým | Rok     | Zápasy | Góly |
| ----------- | ------- | ------ | ---- |
| Švýcarsko   | 2010    | 9      | 1    |
| Švýcarsko   | 2011    | 8      | 3    |
| Švýcarsko   | 2012    | 7      | 3    |
| Švýcarsko   | 2013    | 6      | 1    |
| Švýcarsko   | 2014    | 12     | 7    |
| Švýcarsko   | 2015    | 9      | 2    |
| Švýcarsko   | 2016    | 8      | 1    |
| Švýcarsko   | 2017    | 9      | 2    |
| Švýcarsko   | 2018    | 12     | 2    |
| Švýcarsko   | 2019    | 2      | 0    |
| Švýcarsko   | 2020    | 4      | 0    |
| Švýcarsko   | 2021    | 14     | 4    |
| Švýcarsko   | 2022    | 12     | 1    |
| Švýcarsko   | 2023    | 5      | 2    |
| Celkově     | Celkově | 117    | 29   |

Platí k zápasu hranému 12. září 2023. Skóre a výsledky Švýcarsko jsou vždy zapsány jako první.
| Gól | Datum              | Místo                                                 | Zápas | Soupeř          | Skóre | Výsledek             | Soutěž                                            |
| --- | ------------------ | ----------------------------------------------------- | ----- | --------------- | ----- | -------------------- | ------------------------------------------------- |
| 1.  | 7. září 2010       | St. Jakob-Park, Basilej, Švýcarsko                    | 7.    | Anglie          | 1:2   | 1:3                  | Kvalifikace na Mistrovství Evropy ve fotbale 2012 |
| 2.  | 6. září 2011       | St. Jakob-Park, Basilej, Švýcarsko                    | 13.   | Bulharsko       | 1:1   | 3:1                  | Kvalifikace na Mistrovství Evropy ve fotbale 2012 |
| 3.  | 6. září 2011       | St. Jakob-Park, Basilej, Švýcarsko                    | 13.   | Bulharsko       | 2:1   | 3:1                  | Kvalifikace na Mistrovství Evropy ve fotbale 2012 |
| 4.  | 6. září 2011       | St. Jakob-Park, Basilej, Švýcarsko                    | 13.   | Bulharsko       | 3:1   | 3:1                  | Kvalifikace na Mistrovství Evropy ve fotbale 2012 |
| 5.  | 29. února 2012     | Stade de Suisse, Bern, Švýcarsko                      | 18.   | Argentina       | 1:1   | 1:3                  | Přátelský zápas                                   |
| 6.  | 11. září 2012      | Swissporarena, Lucern, Švýcarsko                      | 21.   | Albánie         | 2:0   | 2:0                  | Kvalifikace na Mistrovství světa ve fotbale 2014  |
| 7.  | 14. listopadu 2012 | Stade Olympique de Sousse, Súsa, Tunisko              | 24.   | Tunisko         | 2:1   | 2:1                  | Přátelský zápas                                   |
| 8.  | 11. října 2013     | Qemal Stafa Stadium, Tirana, Albánie                  | 30.   | Albánie         | 1:0   | 2:1                  | Kvalifikace na Mistrovství světa ve fotbale 2014  |
| 9.  | 3. června 2014     | Swissporarena, Lucern, Švýcarsko                      | 33.   | Peru            | 2:0   | 2:0                  | Přátelský zápas                                   |
| 10. | 25. června 2014    | Arena da Amazônia, Manaus, Brazílie                   | 36.   | Honduras        | 1:0   | 3:0                  | Mistrovství světa ve fotbale 2014                 |
| 11. | 25. června 2014    | Arena da Amazônia, Manaus, Brazílie                   | 36.   | Honduras        | 2:0   | 3:0                  | Mistrovství světa ve fotbale 2014                 |
| 12. | 25. června 2014    | Arena da Amazônia, Manaus, Brazílie                   | 36.   | Honduras        | 3:0   | 3:0                  | Mistrovství světa ve fotbale 2014                 |
| 13. | 14. října 2014     | Stadio Olimpico di Serravalle, Serravalle, San Marino | 40.   | San Marino      | 4:0   | 4:0                  | Kvalifikace na Mistrovství Evropy ve fotbale 2016 |
| 14. | 15. listopadu 2014 | AFG Arena, St. Gallen, Švýcarsko                      | 41.   | Litva           | 3:0   | 4:0                  | Kvalifikace na Mistrovství Evropy ve fotbale 2016 |
| 15. | 15. listopadu 2014 | AFG Arena, St. Gallen, Švýcarsko                      | 41.   | Litva           | 4:0   | 4:0                  | Kvalifikace na Mistrovství Evropy ve fotbale 2016 |
| 16. | 10. června 2015    | Stockhorn Arena, Thun, Švýcarsko                      | 45.   | Lichtenštejnsko | 2:0   | 3:0                  | Přátelský zápas                                   |
| 17. | 14. června 2015    | LFF Stadium, Vilnius, Litva                           | 46.   | Litva           | 2:1   | 2:1                  | Kvalifikace na Mistrovství Evropy ve fotbale 2016 |
| 18. | 25. června 2016    | Stade Geoffroy-Guichard, Saint-Étienne, Francie       | 57.   | Polsko          | 1:1   | 1:1                  | Mistrovství Evropy ve fotbale 2016                |
| 19. | 1. června 2017     | Stade de la Maladière, Neuchâtel, Švýcarsko           | 61.   | Bělorusko       | 1:0   | 1:0                  | Přátelský zápas                                   |
| 20. | 9. června 2017     | Tórsvøllur, Tórshavn, Faerské ostrovy                 | 62.   | Faerské ostrovy | 2:0   | 2:0                  | Kvalifikace na Mistrovství světa ve fotbale 2018  |
| 21. | 22. června 2018    | Kaliningrad stadion, Kaliningrad, Rusko               | 72.   | Srbsko          | 2:1   | 2:1                  | Mistrovství světa ve fotbale 2018                 |
| 22. | 8. září 2018       | Kybunpark, St. Gallen, Švýcarsko                      | 75.   | Island          | 3:0   | 6:0                  | Liga národů UEFA 2018/2019                        |
| 23. | 28. března 2021    | Kybunpark, St. Gallen, Švýcarsko                      | 88.   | Litva           | 1:0   | 1:0                  | Kvalifikace na Mistrovství světa ve fotbale 2022  |
| 24. | 20. června 2021    | Olympijský stadion, Baku, Ázerbájdžán                 | 94.   | Turecko         | 2:0   | 3:1                  | Mistrovství Evropy ve fotbale 2020                |
| 25. | 20. června 2021    | Olympijský stadion, Baku, Ázerbájdžán                 | 94.   | Turecko         | 3:1   | 3:1                  | Mistrovství Evropy ve fotbale 2020                |
| 26. | 2. července 2021   | Krestovskij stadion, Petrohrad, Rusko                 | 96.   | Španělsko       | 1:1   | 1:1 (po prodloužení) | Mistrovství Evropy ve fotbale 2020                |
| 27. | 2. prosince 2022   | Stadium 974, Dauhá, Katar                             | 111.  | Srbsko          | 1:0   | 3:2                  | Mistrovství světa ve fotbale 2022                 |
| 28. | 12. září 2023      | Stade de Tourbillon, Sion, Švýcarsko                  | 116.  | Andorra         | 3:0   | 3:0                  | Kvalifikace na Mistrovství Evropy ve fotbale 2024 |
| 29. | 15. října 2023     | Kybunpark, St. Gallen, Švýcarsko                      | 117.  | Bělorusko       | 1:0   | 3:3                  | Kvalifikace na Mistrovství Evropy ve fotbale 2024 |